# Litauens flagga
Litauens flagga antogs den 20 mars 1989, men användes även i den oberoende litauiska statsbildningen 1918–1940. När flaggan skapades 1918 möttes den av kritik, eftersom färgerna gult och grönt saknades i tidigare litauisk heraldik, där de traditionella färgerna hade varit rött och vitt. Den gula färgen symboliserar landets jordbruksfält, grönt står för skogarna och rött för det blod som offrats för nationens frihet.
Den 27 september 1940, efter den sovjetiska ockupationen, infördes en röd flagga med texten Lietuvos TSR ("Litauens Socialistiska Sovjetrepublik") över hammaren och skäran. Den 15 juli 1953 införde Litauens Högsta sovjet en ny flagga i rött, vitt och grönt i proportionerna 1:2 som användes fram till 1988. Under den sovjetiska ockupationen var den gamla litauiska flaggan förbjuden.
Den 7 oktober 1988 kl. 10.00 hissades den gul-röd-gröna trikoloren åter över Vilnius. Litauens Högsta sovjet ändrade senare flagglagen och gjorde trikoloren till officiell flagga den 20 mars 1989 men proportionerna från sovjetrepublikens flagga behölls. Efter Litauens självständighetsförklaring den 11 mars 1990 blev flaggan nationsflagga.
Åren 1918–1940 hade flaggan proportion 2:3. Mellan 1989 och 2004 hade flaggan proportionerna 1:2. Från den 1 september 2004 har flaggan proportiorna 3:5.

## Flaggor
| Scheme      | Gul                   | Grön                 | Röd                  |
| ----------- | --------------------- | -------------------- | -------------------- |
| Pantone     | 15-0955 TP / 1235 c/u | 19-6026 TP / 349 c/u | 19-1664 TP / 180 c/u |
| RGB         | 253-185-19            | 0-106-68             | 193-39-45            |
| HTML-färger | fdb913                | 006a44               | c1272d               |
| CMYK        | 0-30-100-0            | 100-55-100-0         | 25-100-100-0         |

## Maritima flaggor

Örlogsflagga
Örlogsflagga under mellankrigstiden
Örlogsgös

## Flaggor från sovjettiden

Litauiska SSR:s flagga, 1940-1953.
Litauiska SSR:s flagga, 1953-1989.